# Brazilië op de Olympische Zomerspelen 1960
Brazilië nam deel aan de Olympische Zomerspelen 1960 in Rome, Italië. Nadat het op de twee vorige edities goud haalde, bleef Brazilië dit keer zonder olympische titel.

## Medailles
| Sport | Olympiër | Discipline          | Medaille |
| --- | --- | ------------------- | -------- |
| Basketbal | \| Basketbalteam mannen \| Basketbalteam mannen \| \| -------------------------------------------------------------------------------------------------------------------------------------------------------------------------------------------------------------------------------------------------- \| -------------------- \| \| Edson Bispo Dos Santos Moyses Blas Waldemar Blatkauskas Zenny De Azevedo Carmo De Souza Carlos Domingo Massoni Waldyr Geraldo Boccardo Wlamir Marques Antonio Pasos Amaury Fernando Pereira De Freitas Antonio Salvador Sucar Eduardo Schall Jatyr \| \| | mannen              | Brons    |
| Zwemmen | Manuel dos Santos Filho | 100m vrije slag (m) | Brons    |
| Basketbalteam mannen | |                     |          |
| Edson Bispo Dos Santos Moyses Blas Waldemar Blatkauskas Zenny De Azevedo Carmo De Souza Carlos Domingo Massoni Waldyr Geraldo Boccardo Wlamir Marques Antonio Pasos Amaury Fernando Pereira De Freitas Antonio Salvador Sucar Eduardo Schall Jatyr | |                     |          |

## Resultaten en deelnemers

### Atletiek
| Olympiër                 | Discipline      | Resultaat | Prestatie                                                  |
| ------------------------ | --------------- | --------- | ---------------------------------------------------------- |
| Affonso da Silva         | 100m (m)        | 28e       | serie 4: 4e in 10,8                                        |
| José da Conceição Telles | 200m (m)        | 20e       | serie 8: 2e in 21,3 kwartfinale 2: 6e in 21,5              |
| Anubes Ferraz Da Silva   | 400m (m)        | 31e       | serie 3: 4e in 48,0                                        |
| Anubes Ferraz Da Silva   | 400m horden (m) | 15e       | serie 1: 3e in 52,25                                       |
| Adhemar da Silva         | 100m (m)        | 28e       | kwalificatie groep C: 4e met 15,61m finale: 14e met 15,07m |
|                          |                 |           |                                                            |
| Wanda dos Santos         | 80m horden (v)  | 19e       | serie 2: 4e in 11,84                                       |

### Basketbal
| Olympiër | Discipline | Resultaat | Prestatie |
| --- | ---------- | --------- | --- |
| Edson Bispo Dos Santos Moyses Blas Waldemar Blatkauskas Zenny De Azevedo Carmo De Souza Carlos Domingo Massoni Waldyr Geraldo Boccardo Wlamir Marques Antonio Pasos Amaury Fernando Pereira De Freitas Antonio Salvador Sucar Eduardo Schall Jatyr | mannen     | Brons     | voorronde groep C: 1e W van Puerto Rico: 75-72 W van Sovjet-Unie: 54-58 W van Mexico: 80-72 halve finale groep A: 1e W van Italië: 78-75 W van Polen: 77-68 W van Tsjecho-Slowakije: 85-78 finale groep: 3e V van Sovjet-Unie: 62-64 W van Verenigde Staten: 63-90 |

| Voorronde Groep C |             |             |             |             |        |        |        |        |
| #                 | Land        | Wedstrijden | Wedstrijden | Wedstrijden | Punten | Punten | Punten | Punten |
| #                 | Land        | G           | W           | V           | V      | T      | Saldo  | Punten |
| 1                 | Brazilië    | 3           | 3           | 0           | 213    | 198    | +15    | 6      |
| 2                 | Sovjet-Unie | 3           | 2           | 1           | 220    | 170    | +50    | 5      |
| 3                 | Mexico      | 3           | 1           | 2           | 189    | 210    | -21    | 4      |
| 4                 | Puerto Rico | 3           | 0           | 3           | 199    | 243    | -44    | 3      |

| Ronde       | Datum | Plaats      | Land  | Score    | Land |
| ----------- | ----- | ----------- | ----- | -------- | ---- |
| Groepsfase  |       |             |       |          |      |
| 26 augustus | Rome  | Puerto Rico | 72-75 | Brazilië |      |
| 27 augustus | Rome  | Sovjet-Unie | 54-58 | Brazilië |      |
| 29 augustus | Rome  | Brazilië    | 80-72 | Mexico   |      |

| Halve finale groep A |                   |             |             |             |        |        |        |        |
| #                    | Land              | Wedstrijden | Wedstrijden | Wedstrijden | Punten | Punten | Punten | Punten |
| #                    | Land              | G           | W           | V           | V      | T      | Saldo  | Punten |
| 1                    | Brazilië          | 3           | 3           | 0           | 240    | 221    | +19    | 6      |
| 2                    | Italië            | 3           | 2           | 1           | 226    | 216    | +10    | 5      |
| 3                    | Tsjecho-Slowakije | 3           | 1           | 2           | 236    | 237    | -1     | 4      |
| 4                    | Polen             | 3           | 0           | 3           | 211    | 239    | -28    | 3      |

| Ronde       | Datum | Plaats            | Land  | Score    | Land |
| ----------- | ----- | ----------------- | ----- | -------- | ---- |
| Groepsfase  |       |                   |       |          |      |
| 1 september | Rome  | Brazilië          | 78-75 | Italië   |      |
| 2 september | Rome  | Brazilië          | 77-68 | Polen    |      |
| 3 september | Rome  | Tsjecho-Slowakije | 78-85 | Brazilië |      |

| Finale groep |                  |             |             |             |        |        |        |        |
| #            | Land             | Wedstrijden | Wedstrijden | Wedstrijden | Punten | Punten | Punten | Punten |
| #            | Land             | G           | W           | V           | V      | T      | Saldo  | Punten |
| 1            | Verenigde Staten | 3           | 3           | 0           | 283    | 201    | +82    | 6      |
| 2            | Sovjet-Unie      | 3           | 2           | 1           | 199    | 213    | -14    | 5      |
| 3            | Brazilië         | 3           | 1           | 2           | 203    | 229    | -26    | 4      |
| 4            | Italië           | 3           | 0           | 3           | 226    | 268    | -42    | 3      |

| Ronde        | Datum | Plaats   | Land  | Score            | Land |
| ------------ | ----- | -------- | ----- | ---------------- | ---- |
| Groepsfase   |       |          |       |                  |      |
| 8 september  | Rome  | Brazilië | 62-64 | Sovjet-Unie      |      |
| 10 september | Rome  | Brazilië | 63-90 | Verenigde Staten |      |

### Boksen
| Olympiër   | Discipline | Resultaat | Prestatie                                                                   |
| ---------- | ---------- | --------- | --------------------------------------------------------------------------- |
| José Leite | -81kg (m)  | 9e        | 1e ronde: vrij 2e ronde: V van ARG Gargiulo: scheidsrechterlijke beslissing |

### Gewichtheffen
| Olympiër       | Discipline | Resultaat | Prestatie                                                                             |
| -------------- | ---------- | --------- | ------------------------------------------------------------------------------------- |
| Bruno Barabani | -90kg (m)  | 15e       | drukken: 15e met 120kg trekken: 14e met 117,5kg stoten: 14e met 152,5kg totaal: 390kg |

### Moderne vijfkamp
| Olympiër                                  | Discipline | Resultaat | Prestatie |
| ----------------------------------------- | ---------- | --------- | --- |
| Justo Botelho                             | mannen     | 27e       | paardensport: 50e in 10.14,0 (718 punten) schermen: 24e met 31 overwinningen (724 punten) schietsport: 17e met 187 punten (840 punten) zwemmen: 17e in 4.12,0 (940 punten) atletiek: 20e in 14.44,9 (1048 punten) totaal: 4270 punten |
| Wenceslau Malta                           | mannen     | 32e       | paardensport: 17e in 8.18,0 (1066 punten) schermen: 40e met 25 overwinningen (586 punten) schietsport: 12e met 188 punten (860 punten) zwemmen: 43e in 4.50,7 (750 punten) atletiek: 32e in 15.27,1 (919 punten) totaal: 4181 punten  |
| José Wilson                               | mannen     | 50e       | paardensport: 56e in 10.09,0 (433 punten) schermen: 51e met 19 overwinningen (448 punten) schietsport: 28e met 185 punten (800 punten) zwemmen: 20e in 4.16,0 (920 punten) atletiek: 33e in 15.27,3 (919 punten) totaal: 3520 punten  |
| Justo Botelho Wenceslau Malta José Wilson | team (m)   | 13e       | paardensport: 16e met 2217 punten schermen: 14e met 1724 punten schietsport: 5e met 2500 punten zwemmen: 10e met 2610 punten atletiek: 8e met 2886 punten totaal: 11937 punten                                                        |

### Paardensport
| Olympiër                                    | Discipline     | Resultaat      | Prestatie                           |
| Springconcours                              | Springconcours | Springconcours | Springconcours                      |
| ------------------------------------------- | -------------- | -------------- | ----------------------------------- |
| Oscar da Silva                              | individueel    | 36e            | 1e ronde: 36e met 34 strafpunten    |
| Renyldo Ferreira                            | individueel    | 44e            | 1e ronde: 44e met 50 strafpunten    |
| Mario Leite                                 | individueel    | 32e            | 1e ronde: 32e met 29,75 strafpunten |
| Oscar da Silva Renyldo Ferreira Mario Leite | team           | DNF            | 1e ronde: niet gefinisht            |

### Roeien
| Olympiër                                                                     | Discipline   | Resultaat | Prestatie                                                   |
| ---------------------------------------------------------------------------- | ------------ | --------- | ----------------------------------------------------------- |
| Eduardo Endtner Harri Klein Paulino Leite Waldemar Scovino Francisco Todesco | vier-met (m) | 20e       | serie 2: 5e in 6.57,48 1e ronde herkansingen: 4e in 7.09,78 |

### Schietsport
| Olympiër                | Discipline                 | Resultaat | Prestatie                                                                                             |
| ----------------------- | -------------------------- | --------- | --- |
| Luiz Martins            | 50m geweer 3 houdingen (m) | 57e       | kwalificatie groep 2: 28e met 525 punten (193-171-161)                                                |
| Luiz Martins            | 50m geweer liggend (m)     | 57e       | kwalificatie groep 2: 9e met 387 punten (98-100-93-96) finale: 33e met 577 punten (97-96-97-96-96-95) |
| Álvaro dos Santos Filho | 50m pistool (m)            | 43e       | kwalificatie groep 1: 21e met 341 punten (84-91-82-84) finale: 43e met 518 punten (87-88-81-90-86-86) |
| Ambrosio Rocha          | 50m pistool (m)            | 50e       | kwalificatie groep 2: 25e met 336 punten (80-83-86-87) finale: 50e met 503 punten (86-80-89-83-80-85) |
| Ambrosio Rocha          | 25m snelvuurpistool (m)    | 42e       | 556 punten: (282-274)                                                                                 |

### Schoonspringen
| Olympiër         | Discipline   | Resultaat | Prestatie                       |
| ---------------- | ------------ | --------- | ------------------------------- |
| Fernando Ribeiro | 3m plank (m) | 22e       | voorronde: 22e met 49,27 punten |

### Voetbal
| Olympiër | Discipline | Resultaat | Prestatie                                                                  |
| --- | ---------- | --------- | -------------------------------------------------------------------------- |
| Brandão Carlos Alberto José Ricardo da Silva Fernando de Castro Gonçalves Dary Batista de Oliveira Décio Randazzo Teixeira Edmar Japiassú Maia Gérson Dércio Gil Ivan Brondi de Carvalho Jonas Bento de Carvalho Álvaro Vilela Jurandir Cláudionor Reinaldo Franco Paulinho Ferreira Roberto Dias Jorge Caetano Rubens Waldir Alves Figueiras Wanderley Machado | mannen     | 6e        | groep B: 2e W van Groot-Brittannië: 4-3 W van China: 5-0 V van Italië: 1-3 |

| Groep B |                  |             |             |             |             |            |            |            |        |
| #       | Land             | Wedstrijden | Wedstrijden | Wedstrijden | Wedstrijden | Doelpunten | Doelpunten | Doelpunten | Punten |
| #       | Land             | G           | W           | G           | V           | V          | T          | Saldo      | Punten |
| 1       | Italië           | 3           | 2           | 1           | 0           | 9          | 4          | +5         | 5      |
| 2       | Brazilië         | 3           | 2           | 0           | 1           | 10         | 6          | +4         | 4      |
| 3       | Groot-Brittannië | 3           | 1           | 1           | 1           | 8          | 8          | 0          | 3      |
| 4       | China            | 3           | 0           | 0           | 3           | 3          | 12         | –9         | 0      |

| Ronde       | Datum   | Plaats   | Land | Score            | Land |
| ----------- | ------- | -------- | ---- | ---------------- | ---- |
| Groepsfase  |         |          |      |                  |      |
| 26 augustus | Livorno | Brazilië | 4-3  | Groot-Brittannië |      |
| 29 augustus | Rome    | Brazilië | 5-0  | China            |      |
| 1 september | Firenze | Italië   | 3-1  | Brazilië         |      |

### Waterpolo
| Olympiër | Discipline | Resultaat | Prestatie                                                                                |
| --- | ---------- | --------- | ---------------------------------------------------------------------------------------- |
| Jorge Cruz Alvarez da Cruz Filho Roland da Cruz Luiz Daniel Hilton de Almeida Márvio dos Santos João Gonçalves Filho Adhemar Grijó Filho Henry Samson | mannen     | 13e       | groep B: 4e G tegen Argentinië: 2-2 V van Duits eenheidsteam: 3-6 V van Sovjet-Unie: 2-8 |

| Groep B |                    |             |             |             |             |        |        |        |        |
| #       | Land               | Wedstrijden | Wedstrijden | Wedstrijden | Wedstrijden | Punten | Punten | Punten | Punten |
| #       | Land               | G           | W           | G           | V           | V      | T      | Saldo  | Punten |
| 1       | Sovjet-Unie        | 3           | 3           | 0           | 0           | 20     | 10     | +10    | 6      |
| 2       | Duits eenheidsteam | 3           | 2           | 0           | 1           | 15     | 9      | +6     | 4      |
| 3       | Argentinië         | 3           | 0           | 1           | 2           | 7      | 14     | -7     | 1      |
| 4       | Brazilië           | 3           | 0           | 1           | 2           | 7      | 16     | -9     | 1      |

| Ronde       | Datum | Plaats             | Land | Score    | Land |
| ----------- | ----- | ------------------ | ---- | -------- | ---- |
| Groepsfase  |       |                    |      |          |      |
| 25 augustus | Rome  | Argentinië         | 2-2  | Brazilië |      |
| 26 augustus | Rome  | Duits eenheidsteam | 6-3  | Brazilië |      |
| 29 augustus | Rome  | Sovjet-Unie        | 8-2  | Brazilië |      |

### Wielersport
| Olympiër        | Discipline  | Resultaat | Prestatie |
| --------------- | ----------- | --------- | --- |
| Anésio Argenton | tijdrit (m) | 6e        | 1.09,96 |
| Anésio Argenton | sprint (m)  | 5e        | 1e ronde serie 3: V van BEL Sterckx 1e ronde herkansingen: W van GBR Barton: 12,3 1e ronde herkansingen finale: 2e 2e ronde serie 4: 1e in 11,4 (OR) kwartfinale 4: V van ITA Gaiardoni: 0-2 |

### Zeilen
| Olympiër                       | Discipline      | Resultaat | Prestatie                             |
| ------------------------------ | --------------- | --------- | ------------------------------------- |
| Reinaldo Conrad                | finn            | 5e        | 5176 punten: (15-3-10-1-10-18-11)     |
| Roberto Da Rosa Richter Edgard | flying dutchman | 26e       | 1424 punten: (21-17-20-23-21-DNS-DNS) |
| Cid Nascimento Jorge Pontual   | star            | 9e        | 3466 punten: (10-13-9-6-8-11-9)       |

### Zwemmen
| Olympiër                                                                   | Discipline            | Resultaat | Prestatie                                                         |
| -------------------------------------------------------------------------- | --------------------- | --------- | ----------------------------------------------------------------- |
| Fernando de Abreu                                                          | 100m vrije slag (m)   | 36e       | serie 5: 5e in 1.00,1                                             |
| Manuel dos Santos Filho                                                    | 100m vrije slag (m)   | Brons     | serie 3: 1e in 56,3 halve finale 3: 1e in 56,3 finale: 3e in 55,4 |
| Athos de Oliveira                                                          | 100m rugslag (m)      | 28e       | serie 3: 6e in 1.07,9                                             |
| Farid Zablith Filho                                                        | 200m schoolslag (m)   | 26e       | serie 2: 5e in 2.48,6                                             |
| Aldo Perseke                                                               | 200m vlinderslag (m)  | 26e       | serie 3: 6e in 2.50,8                                             |
| Fernando de Abreu Athos de Oliveira Filho Farid Zablith Filho Aldo Perseke | 4x100m wisselslag (m) | 16e       | serie 2: 6e in 4.30,1                                             |

Afghanistan · Argentinië · Australië · Bahama's · België · Bermuda · Birma · Brazilië · Brits-Guiana · Bulgarije · Canada · Ceylon · Chili · Colombia · Cuba · Denemarken · Duits eenheidsteam · Ethiopië · Fiji · Filipijnen · Finland · Frankrijk · Ghana · Griekenland · Groot-Brittannië · Haïti · Hongarije · Hongkong · Ierland · IJsland · India · Indonesië · Irak · Iran · Israël · Italië · Japan · Joegoslavië · Kenia · Libanon · Liberia · Liechtenstein · Luxemburg · Malakka · Malta · Marokko · Mexico · Monaco · Nederland · Nederlandse Antillen · Nieuw-Zeeland · Nigeria · Noorwegen · Oeganda · Oostenrijk · Pakistan · Panama · Peru · Polen · Portugal · Puerto Rico · Roemenië · San Marino · Singapore · Soedan · Sovjet-Unie · Spanje · Suriname · Taiwan · Thailand · Tsjecho-Slowakije · Tunesië · Turkije · Uruguay · Venezuela · Verenigde Arabische Republiek · Verenigde Staten · Vietnam · West-Indische Federatie · Zuid-Afrika · Zuid-Korea · Zuid-Rhodesië · Zweden · Zwitserland
https://web.archive.org/web/20200417042600/https://www.sports-reference.com/olympics/countries/BRA/summer/1960/